# Parapelophryne scalpta
Parapelophryne scalpta is een kikker uit de familie padden (Bufonidae).
De soort werd voor het eerst wetenschappelijk beschreven door Cheng-chao Liu en Shu-qin Hu in 1973. Oorspronkelijk werd de wetenschappelijke naam Nectophryne scalptus gebruikt. Het is de enige soort uit het monotypische geslacht Parapelophryne.
Parapelophryne scalpta komt voor in delen van Azië en leeft endemisch in de Volksrepubliek China. De kikker komt alleen voor op het Chinese eiland Hainan. Over de biologie en levenswijze is vrijwel niets bekend.
Adenomus · 
Altiphrynoides · 
Amazophrynella · 
Anaxyrus · 
Ansonia · 
Atelopus · 
Barbarophryne · 
Blythophryne · 
Bufo · 
Bufoides · 
Bufotes · 
Capensibufo · 
Churamiti · 
Dendrophryniscus · 
Didynamipus · 
Duttaphrynus · 
Epidalea · 
Frostius · 
Ghatophryne · 
Incilius · 
Ingerophrynus · 
Laurentophryne · 
Leptophryne · 
Melanophryniscus · 
Mertensophryne · 
Metaphryniscus · 
Nannophryne · 
Nectophryne · 
Nectophrynoides · 
Nimbaphrynoides · 
Oreophrynella · 
Osornophryne · 
Parapelophryne · 
Pedostibes · 
Pelophryne · 
Peltophryne · 
Phrynoidis · 
Poyntonophrynus · 
Pseudobufo · 
Rentapia · 
Rhaebo · 
Rhinella · 
Sabahphrynus · 
Schismaderma · 
Sclerophrys · 
Strauchbufo · 
Truebella · 
Vandijkophrynus · 
Werneria · 
Wolterstorffina · 
Xanthophryne